# 香美市秦山公園野球場
香美市秦山公園野球場（かみしじんざんこうえんやきゅうじょう）は、高知県香美市土佐山田町にある野球場。愛称「土佐山田スタジアム」（とさやまだスタジアム）。
四国アイランドリーグplus・高知ファイティングドッグスのホームゲームが発足以来2015年まで、2010年を除いて毎年開催されていた。2012年に高知市野球場にナイター設備が設置されてからは試合数が減少し、2016年からは開催が途絶えていたが、2023年に8年ぶりに1試合が開催され、2024年も1試合が実施されている。

## 歴史
2002年に行われた、よさこい高知国体のホッケー会場として開設し、以降、野球場及び、サッカー、ホッケーの試合会場として使用されている。2003年の教育リーグでも、試合会場の一つとして使用された。
また、2006年3月には、第37回全国高等学校選抜ホッケー大会が開催された。

## 施設概要
- 両翼：99.2m、中堅：122.1m
- 内外野：全面砂入り人工芝
- 収容人員：2,900人（内野：座席、外野：芝生席）
- 内野スタンドに屋根あり
- スコアボード：磁気反転式（得点表示部は7セグメント式）
- ナイター設備なし

## 交通機関
- 鉄道：四国旅客鉄道（JR四国）土讃線　土佐山田駅下車　徒歩20分
- 最寄りのインターチェンジ：高知自動車道　南国インターチェンジ